# Lagdo
Lagdo – miasto w Kamerunie, w Regionie Północnym, nad rzeką Benue. Liczy około 25,1 tys. mieszkańców.